# Artistnamn
Ett artistnamn är ett alias för en offentlig person. Artistnamn används ofta av varietéartister, cirkusartister och musiker, mer sällan av idrottare (men brasilianska fotbollsproffs bär ofta artistnamn), politiker eller skådespelare.
Artistnamnet är ofta enklare och/eller mer glamoröst än personens juridiska namn. Ett annat syfte kan vara att avskilja artistens offentliga liv från det privata. Ett artistnamn skiljer sig från en pseudonym på så sätt att det inte är tänkt att anonymisera bäraren, och från ett smeknamn genom att det används på ett mer officiellt sätt. Ibland kan artistnamnet vara en ovanligare stavning av det borgerliga namnet.

## Artistnamn i urval

### Musiker etc
- DJ Seinfeld - Armand  Jakobsson
- D. H. Peligro - Darren Henley
- 50 Cent – Curtis Jackson
- Alice Babs – Alice Nilsson
- Alice Cooper – Vincent Damon Furnier
- Elvis Costello – Declan Patrick MacManus
- Billie Holiday – Eleanora Fagan Gough
- Bob Dylan – Robert Zimmerman
- Bono – Paul Hewson
- Dean Martin – Dino Crocetti
- Elton John – Reginald Dwight
- Eminem – Marshall Bruce Mathers
- Frank Farian – Franz Reuther
- Gene Simmons - Chaim Witz
- George Michael – Georgios Kyriacos Panayiotou
- Lady Gaga – Stefani Germanotta
- Lemmy - Ian Fraser Kilmister
- Nikki Sixx - Frank Feranna
- Paul Stanley - Stanley Bert Eisenhandler
- Ringo Starr – Richard Starkey
- Sid Vicious – John Simon Richie
- Tina Turner – Anna Mae Bullock
- Freddie Mercury - Farrouk Bulsara
- Gary Glitter - Paul Gadd

### Skådespelare
- Audrey Hepburn – Edda Kathleen van Heemstra Hepburn-Ruston
- Boris Karloff – William Pratt
- Cary Grant – Archibald Alexander Leach
- John Wayne – Marion Michael Morrison
- Judy Garland – Frances Gumm
- Kirk Douglas - Issur Danielovitch
- Marilyn Monroe – Norma Jean Mortenson (Norma Jean Baker)
- Marlene Dietrich – Maria Magdalena Dietrich von Losch
- Yves Montand – Ivo Livi

### Porrskådespelare
- Asia Carrera – Jessica Bennett
- Jenna Jameson – Jennifer Marie Massoli

### Fotbollsspelare
- Pelé – Édson Arantes do Nascimento
- Ronaldinho – Ronaldo de Assis Morreira

### Boxare
- Rocky Graziano – Thomas Rocco Barbella

### Streamare
MrBeast –Jimmy Donaldson

### Magiker/Trollkarlar
- Joe Labero – Lars Bengt Roland Johansson

### Serieskapare
- Hergé – Georges Remi

### TV-spelsrecensenter
- The Angry Video Game Nerd – James Rolfe

### Namnvarianter
- Hannah Graaf – Hanna Graf Karyd
- Michael Nyqvist – Mikael Nykvist
- Lena Philipsson – Magdalena Filipsson